# Gouvy
Gouvy es un municipio de la región de Valonia, en la provincia de Luxemburgo, Bélgica. A 1 de enero de 2019 tenía una población estimada de 5286 habitantes.

## Geografía
Se encuentra ubicada al sureste del país, en la zona de las Ardenas.

### Secciones del municipio
El municipio comprende los antiguos municipios, que se fusionaron en 1977:
| - Limerlé - Bovigny - Beho - Cherain - Montleban |

### Aldeas del municipio
- en Beho: Deiffelt, Ourthe y Wathermal
- en Bovigny: Cierreux, Courtil, Halconreux, Honvelez y Rogery
- en Cherain: Brisy, Rettigny, Renglez, Sterpigny y Vaux
- en Limerlé: Cherapont, Gouvy y Steinbach
- en Montleban: Baclain, Halonru, Langlire y Lomré

## Demografía

### Evolución
Todos los datos históricos relativos al actual municipio, el siguiente gráfico refleja su evolución demográfica, incluyendo municipios después de efectuada la fusión el 1 de enero de 1977.
| Gráfica de evolución demográfica de Gouvy entre 1846 y 2020 |
|                                                             |